# جو آدامز (لاعب كرة قدم أمريكية)
جو آدامز (بالإنجليزية: Joe Adams)‏ (و. 1989  م) هو لاعب كرة قدم أمريكية أمريكي، ولد في ليتل روك، أركنساس، مركز لعبه هو مستقبل واسع ‏.

## التعليم
تعلم في Central Arkansas Christian Schools ‏
.

## روابط خارجية
- جو آدامز على موقع إي إس بي إن.كوم (أن.أف.أل)3
- جو آدامز على موقع مرجع كرة القدم المحترفة.كوم (الإنجليزية)